# Pingba (köpinghuvudort i Kina, Hubei Sheng, lat 31,32, long 113,32)
Pingba är en köpinghuvudort i Kina. Den ligger i provinsen Hubei, i den centrala delen av landet, omkring 120 kilometer nordväst om provinshuvudstaden Wuhan. Antalet invånare är 15 692. Befolkningen består av 8 076 kvinnor och 7 616 män. Barn under 15 år utgör 16,0 %, vuxna 15-64 år 70 %, och äldre över 65 år 13,0 %.
Runt Pingba är det ganska tätbefolkat, med 199 invånare per kvadratkilometer. Närmaste större samhälle är Songhe, 13,5 km söder om Pingba. I omgivningarna runt Pingba växer i huvudsak blandskog.
Genomsnittlig årsnederbörd är 1 226 millimeter. Den regnigaste månaden är september, med i genomsnitt 179 mm nederbörd, och den torraste är december, med 15 mm nederbörd.